# Anime music video
Anime music video (AMV) – typ teledysków, tworzonych przez połączenie dowolnej muzyki z pociętymi i przerobionymi scenami z jednego lub więcej anime za pomocą specjalnych programów służących do liniowej i nieliniowej edycji wideo, lecz tak by zaistniał związek rytmiczny bądź fabularny (lub oba) pomiędzy anime a muzyką. Tworzeniem AMV zajmują się fani anime i mangi.

## Proces tworzenia AMV
Osoby tworzące AMV wycinają z filmów anime krótkie sceny (czasem krótsze niż sekunda, czasem trwające kilka sekund), po czym poddają je przeróbce. Można zastosować różne efekty komputerowe, często też nakłada się sceny korzystając z pół przezroczystości. Jednym z głównych elementów tworzenia teledysków anime jest budowanie fabuły. Polega to głównie na ujednolicaniu treści anime z treścią piosenki. Teledyski zmontowane z wielu anime nazywane są various AMV.
AMV zazwyczaj powstają zespołowo. Tak utworzony klip nosi nazwę MEP-AMV (ang. Multi Editor Project AMV). Ta forma AMV rozpowszechniła się na początku XXI wieku wraz z rozwojem Internetu. Z początku w MEP-ach brało udział z reguły 3-4 twórców AMV, z czasem zespoły tworzące AMV zaczęły angażować coraz większą liczbę uczestników (nawet ponad 50 osób do pojedynczego AMV). Dość częstymi zjawiskami MEP-owymi są projekty poświęcone danemu anime lub zespołowi muzycznemu.
Poza MEP-ami istnieją także Collaby (Collab – od ang. collaboration, czyli współpraca). Collab to AMV zrobione tylko i wyłącznie przez 2 edytorów.
W AMV-makerskiej społeczności występuje także wiele innych eventów (wydarzeń).
Są to między innymi:
- małe turnieje (tourney) (32 lub 40 osobowe, tworzone przez jednego z edytorów)
- duże turnieje (tournament) (więcej niż 40 osobowe oraz przeznaczone tylko dla najlepszych edytorów)
- studia, grupy makerów (kilku lub kilkunastu edytorów zakłada grupę/studio, w którym tworzą własne MEP-y, walczą z innymi grupami/studiami oraz wspomagają się wzajemnie swoim doświadczeniem)
- tzw. Beta Battles (BB) (są to walki 1 vs 1 – AMV vs AMV; do takiej walki powoływane jest także jury)
- tzw. Iron Chef (IC) (są to AMV także 1 vs 1, jednak są tworzone na czas – np. obaj edytorzy mają 1 godzinę, żeby stworzyć AMV do walki ze sobą)